# Allan Marques Loureiro
Allan Marques Loureiro, noto semplicemente come Allan (Rio de Janeiro, 8 gennaio 1991), è un calciatore brasiliano, centrocampista del Botafogo. Con la nazionale brasiliana si è laureato campione del Sud America nel 2019.

## Caratteristiche tecniche
Centrale di centrocampo o mezzala, di piede destro, è dotato di un'ottima fase di interdizione e forza fisica che lo rendono uno dei migliori recupera palloni in circolazione. Ha una buona progressione palla al piede e ottime qualità tecniche.

## Carriera

### Club

#### Madureira e Vasco da Gama
Inizia la sua carriera nel 2007, quando viene acquistato dal Madureira dove, in sei mesi, milita nelle formazioni giovanili prima di trasferirsi in prestito, nel 2008, al Vasco da Gama. Nel 2009, pur essendo ritornato dal prestito, il Vasco da Gama decide di riacquistarlo per schierarlo, questa volta, tra i giocatori che compongono la prima squadra. Debutta in Série B il 5 settembre, in occasione dell'incontro di campionato con l'Atlético Goianiense. Nove giorni più tardi rimedia la sua prima ammonizione durante la partita giocata contro il São Caetano. L'11 novembre, giorno della partita di campionato con il Campinense, rimedia la sua prima espulsione. Durante la partita di Copa Sudamericana con il Club Aurora realizza la sua prima rete in carriera.

#### Udinese
Il 28 giugno 2012 passa alla società italiana dell'Udinese per 3 milioni di euro.
Esordisce contro la Juventus con la maglia bianconera friulana e fornisce subito un assist per il goal del compagno di squadra Lazzari. La sua prima stagione ad Udine gioca come centrale di centrocampo recuperando e distribuendo un grandissimo numero di palloni. L'allenatore Francesco Guidolin lo impiega per 36 volte in campionato, quasi tutte da titolare.
Diviene una colonna portante dell'Udinese anche per i successivi due anni, alternandosi come centrale di centrocampo e come mezzala. 
Nella stagione 2014-2015, risulta essere il miglior calciatore della Serie A per numero di palloni recuperati. Lascia il club friulano al termine della stessa annata, avendo totalizzato 116 presenze (di cui 104 in campionato), due gol e 14 assist.

#### Napoli
Il 21 luglio 2015 passa al Napoli a titolo definitivo per 12 milioni di euro più il prestito biennale, con diritto di recompra da parte del Napoli dopo un anno, di Zapata, oltre al cartellino di Britos (valutato circa 2,5 milioni di euro) all'Udinese. Quest'ultimo nell'ambito della stessa operazione è stato poi girato in prestito al Watford, altra società controllata sempre dalla famiglia Pozzo. Il costo totale dell'operazione di acquisizione di Allan si aggira sui 15 milioni di euro.
Segna il suo primo gol in maglia azzurra il 13 settembre 2015 siglando il pareggio contro l'Empoli. Una settimana dopo sale a quota due reti in campionato nel match interno contro la Lazio, terminato 5-0. Il 4 ottobre, nella sua ottava presenza in maglia azzurra, segna il primo gol nella vittoriosa trasferta al Meazza di Milano, finita 0-4: con questa marcatura supera il suo record personale realizzato negli anni trascorsi ad Udine (2 gol in 116 presenze). Con il club partenopeo, ha totalizzato 212 presenze, 11 reti e 17 assist in tutte le competizioni.

#### Everton
Il 5 settembre 2020 viene acquistato a titolo definitivo dall'Everton per 25 milioni di euro più altri tre di bonus.

#### Al-Wahda
Il 26 settembre 2022, Allan si trasferisce a titolo definitivo all'Al-Wahda, nella massima serie emiratina.

#### Botafogo
Il 1º luglio 2024, Allan viene ingaggiato a parametro zero dal Botafogo, nella massima serie brasiliana, con cui firma un contratto fino alla fine del 2026, con cui attualmente ha fatto 12 partite un assist e zero gol.

### Nazionale
Nel 2011 il CT dell'Under-20, Ney Franco, lo convoca per il Campionato mondiale di categoria dove, assieme ai compagni di squadra, conquisterà il quinto titolo nella storia della Seleção Under-20. Il 26 ottobre 2018 viene convocato in nazionale maggiore dal CT Tite.
Nel 2019 è tra convocati della Coppa America, poi vinta dai verdeoro.

## Statistiche

### Presenze e reti nei club
Statistiche aggiornate al 27 maggio 2025.
| Stagione             | Squadra              | Campionato           | Campionato | Campionato | Coppe nazionali | Coppe nazionali | Coppe nazionali | Coppe continentali | Coppe continentali | Coppe continentali | Altre coppe | Altre coppe | Altre coppe | Totale | Totale |
| Stagione             | Squadra              | Comp                 | Pres       | Reti       | Comp            | Pres            | Reti            | Comp               | Pres               | Reti               | Comp        | Pres        | Reti        | Pres   | Reti   |
| -------------------- | -------------------- | -------------------- | ---------- | ---------- | --------------- | --------------- | --------------- | ------------------ | ------------------ | ------------------ | ----------- | ----------- | ----------- | ------ | ------ |
| 2009                 | Vasco da Gama        | A/RJ+B               | 0+14       | 0          | CB              | 0               | 0               | -                  | -                  | -                  | -           | -           | -           | 14     | 0      |
| 2010                 | Vasco da Gama        | A/RJ+A               | 0+14       | 0          | CB              | 0               | 0               | -                  | -                  | -                  | -           | -           | -           | 14     | 0      |
| 2011                 | Vasco da Gama        | A/RJ+A               | 10+19      | 0          | CB              | 10              | 0               | CS                 | 7                  | 1                  | -           | -           | -           | 46     | 1      |
| 2012                 | Vasco da Gama        | A/RJ+A               | 10+4       | 1+0        | CB              | 0               | 0               | CL                 | 5                  | 0                  | -           | -           | -           | 19     | 1      |
| Totale Vasco da Gama | Totale Vasco da Gama | Totale Vasco da Gama | 20+51      | 1+0        |                 | 10              | 0               |                    | 12                 | 1                  |             | -           | -           | 93     | 2      |
| 2012-2013            | Udinese              | A                    | 36         | 0          | CI              | 1               | 0               | UCL+UEL            | 0+0                | 0                  | -           | -           | -           | 37     | 0      |
| 2013-2014            | Udinese              | A                    | 33         | 0          | CI              | 4               | 0               | UEL                | 4                  | 0                  | -           | -           | -           | 41     | 0      |
| 2014-2015            | Udinese              | A                    | 35         | 1          | CI              | 3               | 1               | -                  | -                  | -                  | -           | -           | -           | 38     | 2      |
| Totale Udinese       | Totale Udinese       | Totale Udinese       | 104        | 1          |                 | 8               | 1               |                    | 4                  | 0                  |             | -           | -           | 116    | 2      |
| 2015-2016            | Napoli               | A                    | 35         | 3          | CI              | 2               | 0               | UEL                | 6                  | 0                  | -           | -           | -           | 43     | 3      |
| 2016-2017            | Napoli               | A                    | 29         | 1          | CI              | 2               | 0               | UCL                | 8                  | 0                  | -           | -           | -           | 39     | 1      |
| 2017-2018            | Napoli               | A                    | 38         | 4          | CI              | 2               | 0               | UCL+UEL            | 8+2                | 0                  | -           | -           | -           | 50     | 4      |
| 2018-2019            | Napoli               | A                    | 33         | 1          | CI              | 2               | 0               | UCL+UEL            | 6+6                | 0                  | -           | -           | -           | 47     | 1      |
| 2019-2020            | Napoli               | A                    | 23         | 2          | CI              | 4               | 0               | UCL                | 6                  | 0                  | -           | -           | -           | 33     | 2      |
| Totale Napoli        | Totale Napoli        | Totale Napoli        | 158        | 11         |                 | 12              | 0               |                    | 42                 | 0                  |             | -           | -           | 212    | 11     |
| 2020-2021            | Everton              | PL                   | 24         | 0          | FA+CdL          | 1+1             | 0               | -                  | -                  | -                  | -           | -           | -           | 26     | 0      |
| 2021-2022            | Everton              | PL                   | 28         | 0          | FA+CdL          | 3+0             | 0               | -                  | -                  | -                  | -           | -           | -           | 31     | 0      |
| Totale Everton       | Totale Everton       | Totale Everton       | 52         | 0          |                 | 5               | 0               |                    | -                  | -                  |             | -           | -           | 57     | 0      |
| 2022-2023            | Al-Wahda             | PPL                  | 22         | 0          | PC+CdL          | 1+3             | 0               | -                  | -                  | -                  | -           | -           | -           | 26     | 0      |
| 2023-2024            | Al-Wahda             | PPL                  | 23         | 3          | PC+CdL          | 1+7             | 0               | -                  | -                  | -                  | CdC         | 5           | 2           | 35     | 5      |
| Totale Al Wahda      | Totale Al Wahda      | Totale Al Wahda      | 45         | 3          |                 | 12              | 0               |                    | -                  | -                  |             | 5           | 2           | 61     | 5      |
| 2024                 | Botafogo             | A/RJ+A               | 0+11       | 0          | CB              | 2               | 0               | CS                 | 3                  | 0                  | CInt        | 1           | 0           | 17     | 0      |
| 2025                 | Botafogo             | A/RJ+A               | 2+3        | 0          | CB              | 1               | 0               | CL                 | 5                  | 0                  | SB+RS       | 0+1         | 0           | 12     | 0      |
| Totale Botafogo      | Totale Botafogo      | Totale Botafogo      | 2+14       | 0          |                 | 3               | 0               |                    | 8                  | 0                  |             | 2           | 0           | 29     | 0      |
| Totale carriera      | Totale carriera      | Totale carriera      | 434        | 16         |                 | 52              | 1               |                    | 71                 | 3                  |             | 7           | 2           | 564    | 22     |

### Cronologia presenze e reti in nazionale
| Cronologia completa delle presenze e delle reti in nazionale ― Brasile | Cronologia completa delle presenze e delle reti in nazionale ― Brasile | Cronologia completa delle presenze e delle reti in nazionale ― Brasile | Cronologia completa delle presenze e delle reti in nazionale ― Brasile | Cronologia completa delle presenze e delle reti in nazionale ― Brasile | Cronologia completa delle presenze e delle reti in nazionale ― Brasile | Cronologia completa delle presenze e delle reti in nazionale ― Brasile | Cronologia completa delle presenze e delle reti in nazionale ― Brasile |
| Data                                                                   | Città                                                                  | In casa                                                                | Risultato                                                              | Ospiti                                                                 | Competizione                                                           | Reti                                                                   | Note                                                                   |
| ---------------------------------------------------------------------- | ---------------------------------------------------------------------- | ---------------------------------------------------------------------- | ---------------------------------------------------------------------- | ---------------------------------------------------------------------- | ---------------------------------------------------------------------- | ---------------------------------------------------------------------- | ---------------------------------------------------------------------- |
| 16-11-2018                                                             | Londra                                                                 | Brasile                                                                | 1 – 0                                                                  | Uruguay                                                                | Amichevole                                                             | -                                                                      | 59’                                                                    |
| 20-11-2018                                                             | Milton Keynes                                                          | Brasile                                                                | 1 – 0                                                                  | Camerun                                                                | Amichevole                                                             | -                                                                      |                                                                        |
| 26-3-2019                                                              | Praga                                                                  | Rep. Ceca                                                              | 1 – 3                                                                  | Brasile                                                                | Amichevole                                                             | -                                                                      |                                                                        |
| 9-6-2019                                                               | Porto Alegre                                                           | Brasile                                                                | 7 – 0                                                                  | Honduras                                                               | Amichevole                                                             | -                                                                      | 32’                                                                    |
| 22-6-2019                                                              | San Paolo                                                              | Perù                                                                   | 0 – 5                                                                  | Brasile                                                                | Coppa America 2019 - 1º turno                                          | -                                                                      | 70’                                                                    |
| 27-6-2019                                                              | Porto Alegre                                                           | Brasile                                                                | 0 – 0 (4 – 3 dtr)                                                      | Paraguay                                                               | Coppa America 2019 - Quarti di finale                                  | -                                                                      | 71’                                                                    |
| 2-7-2019                                                               | Belo Horizonte                                                         | Brasile                                                                | 2 – 0                                                                  | Argentina                                                              | Coppa America 2019 - Semifinale                                        | -                                                                      | 80’ 82’                                                                |
| 7-7-2019                                                               | Rio de Janeiro                                                         | Brasile                                                                | 3 – 1                                                                  | Perù                                                                   | Coppa America 2019 - Finale                                            | -                                                                      | 90+3’                                                                  |
| 10-9-2019                                                              | Los Angeles                                                            | Brasile                                                                | 0 – 1                                                                  | Perù                                                                   | Amichevole                                                             | -                                                                      |                                                                        |
| 13-11-2020                                                             | San Paolo                                                              | Brasile                                                                | 1 – 0                                                                  | Venezuela                                                              | Qual. Mondiali 2022                                                    | -                                                                      |                                                                        |
| Totale                                                                 |                                                                        | Presenze                                                               | 10                                                                     |                                                                        | Reti                                                                   | 0                                                                      |                                                                        |

## Palmarès

### Club

#### Competizioni nazionali
- Campeonato Brasileiro Série B: 1

Vasco da Gama: 2009
- Coppa del Brasile: 1

Vasco da Gama: 2011
- Coppa Italia: 1

Napoli: 2019-2020
- UAE Arabian Gulf Cup: 1

Al-Wahda: 2023-2024
- Campionato brasiliano: 1

Botafogo: 2024

#### Competizioni internazionali
- Coppa Libertadores: 1

Botafogo: 2024

### Nazionale
- Campionato mondiale Under-20: 1

Colombia 2011
- Coppa America: 1

Brasile 2019